# J,WIDEカンパニー
J,WIDEカンパニー（ジェイワイドカンパニー、英: J,WIDE-COMPANY）は、韓国の芸能事務所。主に俳優のマネジメントを行っている。

## 所属
- イ・サンユン
- イ・ボヨン
- キム・ソヨン
- カン・イェウォン（朝鮮語版）
- ペク・ジニ
- チョン・ヘソン（朝鮮語版）
- チェ・ダニエル
- チョン・ホジン
- ペ・ジョンウク（朝鮮語版）
- キム・ テウ（朝鮮語版）
- キム・ヒジョン（朝鮮語版）
- ペ・ヘソン（朝鮮語版）
- チョ・ダラン（朝鮮語版）
- イ・ヨンウン（朝鮮語版）
- オ・ミンソク（朝鮮語版）
- ソン・ヨウン
- イ・ミド（朝鮮語版）
- キム・ ジヌ（朝鮮語版）
- ミン・ソンウク（朝鮮語版）
- キム・サヒ（朝鮮語版）
- シン・ジェハ（朝鮮語版）
- チョン・ジェヒョン（朝鮮語版）
- チン・ヒョンビン（朝鮮語版）
- イム・ジヒョン（朝鮮語版）
- ハン・ジソン（朝鮮語版）
- ホン・ギョン
- ユ・スビン
- チェ・スイン（朝鮮語版）
- ホ・ジョンウン
- ジョンファ（EXID）
- ト・サンウ（朝鮮語版）
- チン・ソヨン
- チェ・イェビン

## 過去の所属タレント
- ハン・スンヨン（元KARA）
- パク・ミナ
- チェ・ユンソ
- パク・ヒョンス
- キム・ヨンハン
- イム・ジェジュン
- オン・ジウォン
- キム・テリ
- チョン・ヨビン